# العضلات الظهرانية بين عظام اليد
في تشريح الجسم البشري، تشمل العضلات الظهرانية بين العظام (دي آي) أربع عضلات على ظهر اليد تعمل على تبعيد (مد) أصابع السبابة والوسطى والبنصر بعيدًا عن الخط الناصف لليد (امتداد الإصبع الوسطى) وتساعد في ثني المفاصل السنعية السلامية وبسط المفاصل بين السلاميات في أصابع السبابة والوسطى والبنصر.

## الهيكل
تتواجد أربع عضلات ظهرانية بين العظام في كل يد. توصف بأنها «ظهرية» لتفريقها عن العضلات بين العظام الراحية، التي تتوضع على الجانب الأمامي للأسناع.
تمتلك العضلات الظهرانية بين العظام وترين، وتنشأ كل عضلة من رأسين من الجانبين المجاورين للعظام السنعية، وبصورة أكبر من العظم السنعي للإصبع الذي ترتكز عليه العضلة. ترتكز العضلات على قواعد السلاميات الدانية وتمدد الباسطة لوتر العضلة باسطة الأصابع الموافقة. يتمتع الإصبع الأوسط بمرتكزين للعضلة الظهرانية بين العظام في حين تغيب المرتكزات في الإصبعين الأول (الإبهام) والخامس (الخنصر). يمتلك كل إصبع عضلتين بين العظام (راحية أو ظهرية)، ما عدا الخنصر الذي تحل فيه العضلة المبعدة لخنصر اليد محل إحدى العضلتين الظهرانيتين بين العظام.
تعد العضلة الظهرانية بين العظام الأولى أكبر من باقي العضلات. بين رأسي العضلة، يمر الشريان الكعبري من ظهر اليد إلى الراحة. بين رأسي العضلات الظهرانية بين العظام الثانية والثالثة والرابعة، يتنقل فرع ثاقب من القوس الراحية العميقة.

### المنشأ والمرتكزات
|         | المنشأ                                                                    | المرتكز                                                                         |
| ------- | ------------------------------------------------------------------------- | ------------------------------------------------------------------------------- |
| الأولى  | من الجانب الكعبري للسنع الثاني والنصف الداني من الجانب الزندي للسنع الأول | إلى الجانب الكعبري لقاعدة السلامية الدانية الثانية (إصبع السبابة) وتمدد الباسطة |
| الثانية | من الجانب الكعبري للسنع الثالث والجانب الزندي من السنع الثاني             | إلى الجانب الكعبري للسلامية الدانية الثالثة (الإصبع الوسطى) وتمدد الباسطة       |
| الثالثة | من الجانب الكعبري للسنع الرابع والجانب الزندي من السنع الثالث             | إلى الجانب الزندي من السلامية الدانية الثالثة (الإصبع الوسطى) وتمدد الباسطة     |
| الرابعة | من الجانب الكعبري للسنع الخامس والجانب الزندي للسنع الرابع                | إلى الجانب الزندي من السلامية الدانية الرابعة (إصبع البنصر) وتمدد الباسطة       |

### العضلات بين العظام الدانية والقاصية
مع وجود بعض الاختلافات من فرد لآخر، تتصل العضلات بين العظام بتمدد الباسطة دانيًا أو قاصيًا. ترتكز العضلة الظهرانية بين العظام الأولى، وهي الأكثر اتساقًا، بالكامل على قاعدة السلامية الدانية وغطاء الباسطة فيها. تتمتع العضلات الظهرانية بين العظام الثانية والثالثة والرابعة بمرتكزين أحدهما دانٍ على قاعدة السنع وغطائه، والآخر قاصٍ على الأربطة الوحشية والوتر المركزي للباسطات. تمتلك العضلة المبعدة لخنصر اليد، والتي تدعى «العضلة الظهرانية بين العظام الخامسة» أو العضلة الظهرانية بين العظام للخنصر، بمرتكز دانٍ وحيد. على العكس، تمتلك العضلات بين العظام الراحية مرتكزات قاصية فقط. بالتالي، يمكن تقسيم العضلات بين العظام إلى مجموعتين قاصية ودانية: تؤثر العضلات بين العظام الدانية على المفاصل السنعية السلامية بصورة رئيسية، في حين تؤثر العضلات بين العظام القاصية على المفاصل بين السلامية بصورة رئيسية (ولكن، مع استمرار الحركة تتأثر المفاصل السنعية السلامية أيضًا).

### التعصيب
تتعصب جميع العضلات بين العظام في اليد، ما عدا الخراطينيتين الأولى والثانية (تتعصب الكعبريتان بواسطة العصب الناصف)، بواسطة الفرع العميق من العصب الزندي.